# Willaston (Cheshire West and Chester)
Willaston – wieś w Anglii, w hrabstwie ceremonialnym Cheshire, w dystrykcie (unitary authority) Cheshire West and Chester. Leży 14 km na północny zachód od miasta Chester i 279 km na północny zachód od Londynu. W 2001 miejscowość liczyła 3913 mieszkańców.